# Ернст Янсон
Ернст Янсон (англ. Ernest A. Janson; нар. 17 серпня 1878, Нью-Йорк — пом. 14 травня 1930, Нью-Йорк) — американський військовослужбовець, сержант-майор Корпусу морської піхоти США. Один з 19 військовослужбовців США двічі кавалерів Медалі Пошани, удостоєний найвищої відзнаки за проявлений героїзм на полі бою. Під час Першої світової війни він служив під ім'ям Чарльз Ф. Гоффман.

## Біографія
Ернст Август Янсон народився 17 серпня 1878 року в Нью-Йорку. Після майже десяти років почесної служби в армії США, 14 червня 1910 року він вступив до Корпусу морської піхоти в Бремертоні, штат Вашингтон. 14 березня 1911 року йому присвоєне звання капрала. Брав участь у Нікарагуанській кампанії та 13 червня 1914 року був з почестями звільнений у запас. Але, вже 17 червня 1914 року Янсон повторно поступив на військову службу і 24 серпня 1914 року отримав звання сержанта. Під час цього другого призову він служив на пре-дредноуті «Небраска», на «Монтані» і знову «Небрасці», і в Норфолку, штат Вірджинія.
Сержант Янсон відплив до Франції на кораблі USS DeKalb 14 червня 1917 року та 27 червня зійшов на берег у Сен-Назері. З честю служив у 49-й роті 5-го полку в її різноманітних битвах та місіях. 6 червня 1918 року в битві під Белло-Вуд він отримав важке поранення. За свою видатну службу в цей день сержант Янсон був нагороджений медалями Пошани армії та флоту. Також за героїзм на полі бою морський піхотинець був відзначений військовою медаллю, Військовим хрестом з пальмовою гілкою та іншими нагородами союзних держав Антанти.
У листопаді 1918 року він повернувся до Сполучених Штатів і був госпіталізований до військово-морського госпіталю в Нью-Йорку для лікування поранень, отриманих у бою 6 червня 1918 року.